# Zászkal
Zászkal (szlovákul: Záskalie) Alsókubin városrésze, egykor önálló falu Szlovákiában, a Zsolnai kerületben, az Alsókubini járásban.

## Fekvése
Alsókubin központjától 1 km-re északra, az Árva jobb partján fekszik.

## Története
1345-ben „Zaszkalicha” néven említik először, amikor Zsigmond király egy bizonyos Bessenewnek adja.1348-ban „Zcalicza”, 1349-ben „Zazkalicha”, 1408-ban „Scalicza”, 1548-ban „Zazkaly” alakban említik a korabeli források. 1548-tól az árvai váruradalom része volt. 1600-tól a bíró igazgatta a települést. Több nemesi család birtokolta: Skrabák, Meskó, Boczkó, Trnkóczy, Szontágh, Zmeskal evangélikus rokon családok, stb.
A 18. század végén Vályi András így ír róla: „ZASKÁL. Tót falu Árva Várm. földes Urai több Uraságok, lakosai katolikusok, és evangelikusok, fekszik A. Kubínhoz nem meszsze, és annak filiája; földgye középszerű, búzát, és rozsot terem.”
1828-ban 72 házában 499 lakos élt, akik főként mezőgazdasággal foglalkoztak.
Fényes Elek 1851-ben kiadott geográfiai szótárában így ír a faluról: „Zaszkál, tót f. Árva v. az Árva jobb partján, 47 kath., 440 evang., 12 zsidó lak. Földje termékeny. Sessioja 26 6/8. F. u. az árvai uradalom, Skrabák, Bajza, sat. Ut. p. Rosenberg.”
A 20. század elején nevét „Árvabesenyő”-re magyarosították, de ez nem bizonyult maradandónak. 1910-ben 334, túlnyomórészt szlovák lakosa volt. A trianoni diktátumig Árva vármegye Alsókubini járásához tartozott.
1949-óta Alsókubin része.

## Nevezetességei
Fa haranglába barokk stílusban készült.

## Külső hivatkozások
- Zászkal Szlovákia térképén

## Lásd még
- Alsókubin
- Benyólehota
- Kisbiszterec
- Knyazsa
- Mokrágy
- Nagybiszterec
- Szrnyace